# Photis reinhardi
Photis reinhardi is een vlokreeftensoort uit de familie van de Photidae. De wetenschappelijke naam van de soort is voor het eerst geldig gepubliceerd in 1842 door Henrik Nikolai Krøyer als typesoort van het nieuwe geslacht Photis.